# Konstantin Alexandrowitsch Trutowski

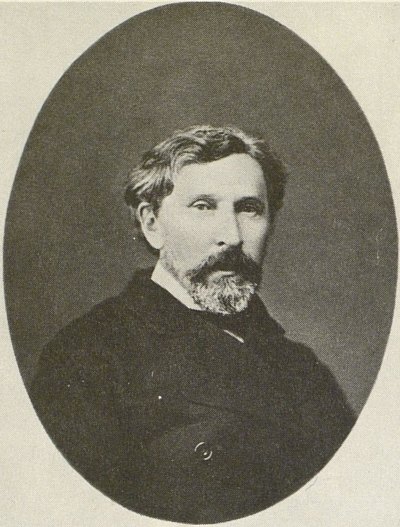
Konstantin Trutowski

Konstantin Alexandrowitsch Trutowski (russisch Константин Александрович Трутовский, ukrainisch Костянтин Олександрович Трутовський Kostjantyn Oleksandrowytsch Trutowskyj, * 28. Januarjul. / 9. Februar 1826greg. in Kursk, Gouvernement Kursk, Russisches Kaiserreich; † 17. Märzjul. / 29. März 1893greg. in Jakowlewka, Ujesd Obojan, Gouvernement Kursk, Russisches Kaiserreich) war ein russisch-ukrainischer Maler, Zeichner und Illustrator.

## Leben
Konstantin Trutowski kam als Kind einer alten Adelsfamilie in Kursk zur Welt und verbrachte seine Kindheit auf dem Anwesen seines Vaters im Gouvernement Charkow. Nachdem er das Abitur an einer privaten Bildungseinrichtungen in Charkow erhalten hatte, ging er 1839 an die Nikolajew Ingenieurhochschule, eine Bildungseinrichtung der russischen Armee, nach Sankt Petersburg. Nachdem er die Schule abgeschlossen hatte, unterrichtete er dort die Klasse für Zeichnung und Architektur und studierte parallel von 1845 bis 1849 an der Kaiserlichen Kunstakademie in Sankt Petersburg unter anderem bei Fjodor Bruni, wo er sich mit Fjodor Dostojewski und Taras Schewtschenko anfreundete. Nach dem Studium verließ er Sankt Petersburg, das er nur noch gelegentlich besuchte, und zog nach Jakowlewka im Ujesd Obojan. 1861 wurde er wegen der Darstellung eines ukrainischen Chorowod zum Akademiemitglied der Kaiserlichen Kunstakademie ernannt. Zwischen 1871 und 1881 war er als Inspektor der Moskauer Hochschule für Malerei, Bildhauerei und Architektur tätig. Er starb 67-jährig in Jakowlewka, wo er auch bestattet wurde.
Der Moskauer Historiker Wladimir Trutowski (1862–1932) war sein Sohn.

## Werk
Trutowski schuf zahlreiche Landschafts- und Genrebilder, von denen er viele in ethnographischer Kunst schuf: Alle Bilder, die er in der Ukraine malte, sollten seinem Wunsch nach zwei Hauptzyklen verbinden: Die „Abbildungen von Szenen ukrainischen Lebens“ (Aquarelle) und der „Malerischen Ukraine“.
Neben seinen Gemälden illustrierte er mehrere Werke von Nikolai Gogol, Michail Lermontow, Marko Wowtschok, Taras Schewtschenko und Iwan Krylow.

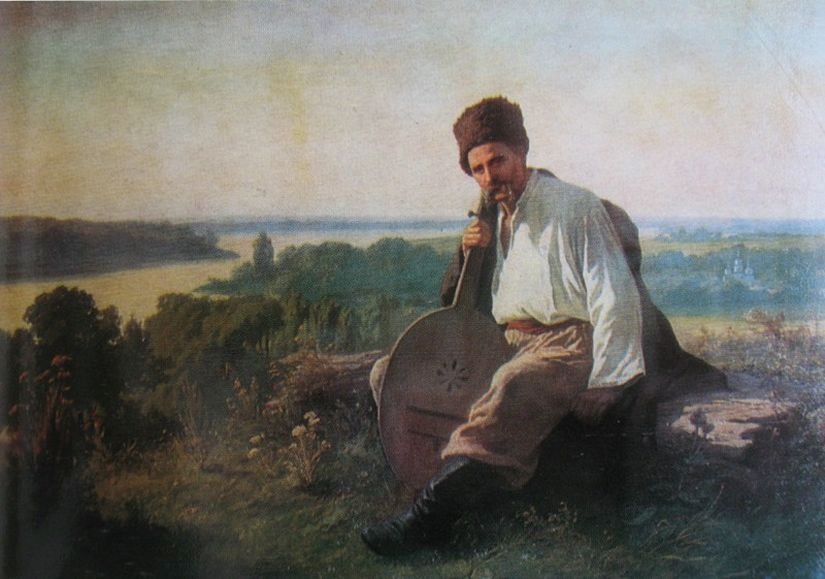
Taras Schewtschenko mit einer Kobsa am Dnepr; 1875, Nationales Taras-Schewtschenko-Museum, Kiew.
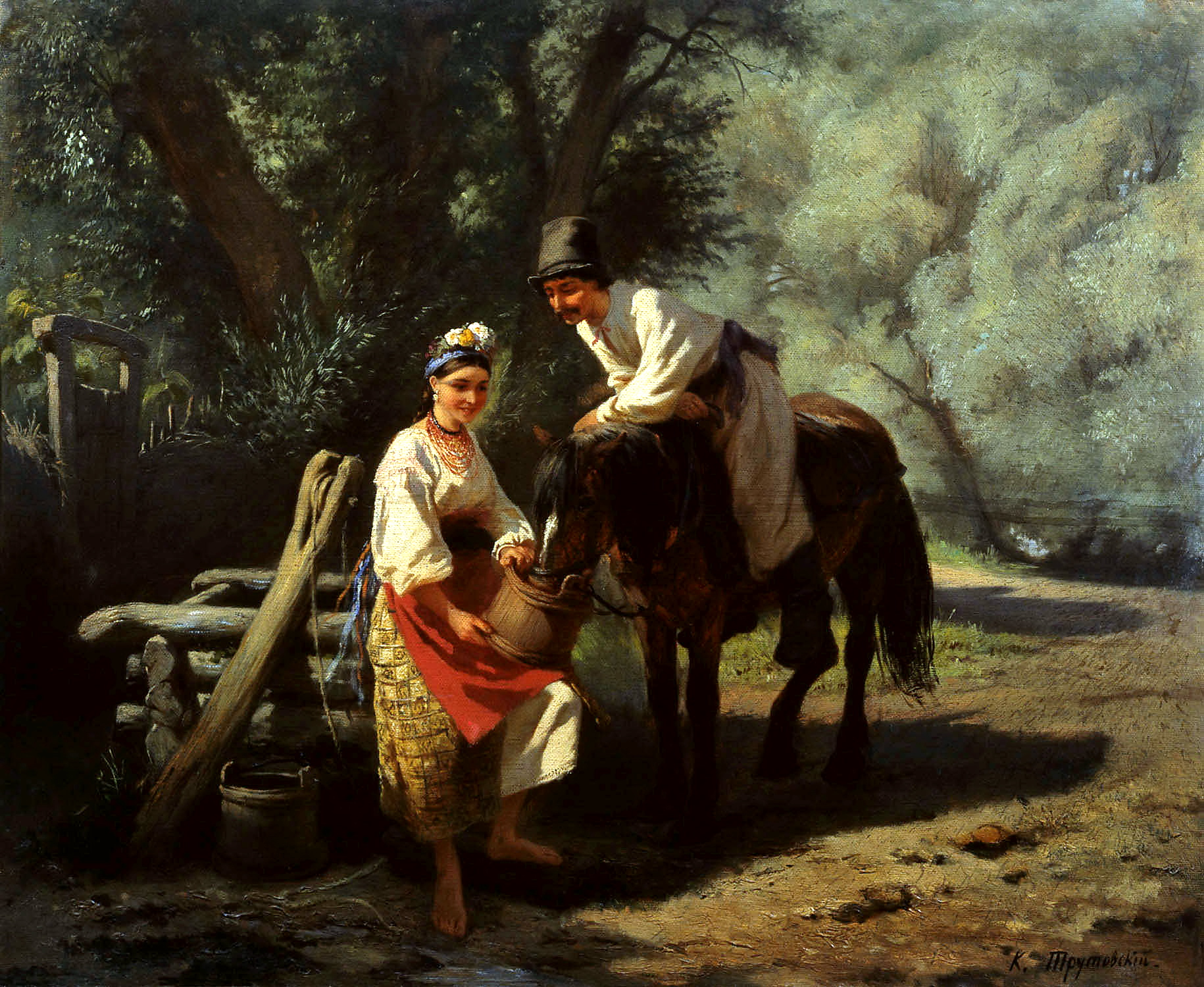
Szene am Brunnen; vor 1893, Sampilov Republikanisches Kunstmuseum, Ulan-Ude
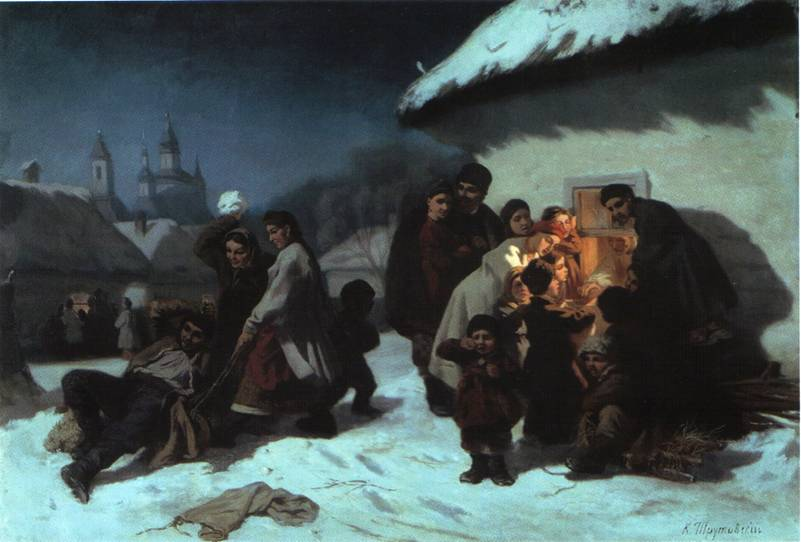
Koljadka in der Ukraine; 1864
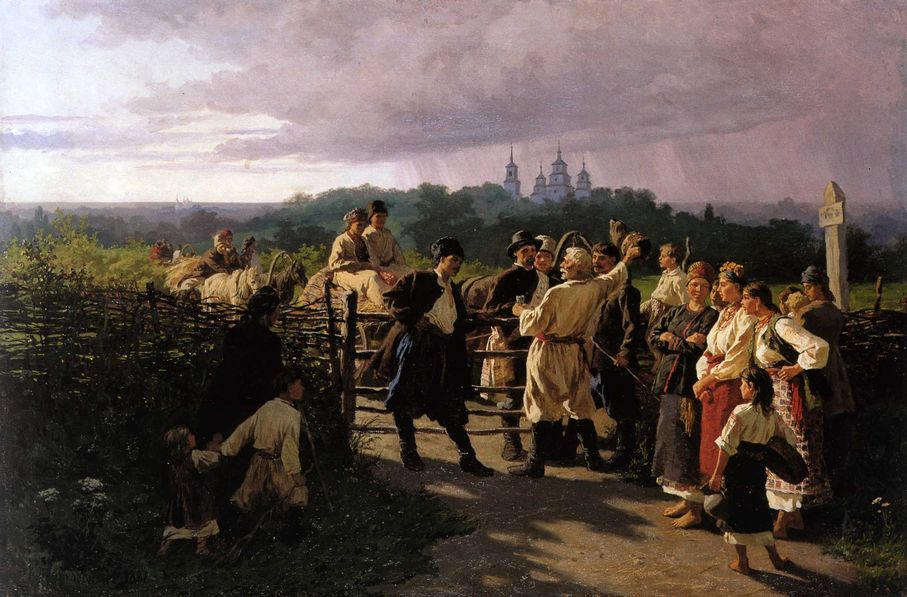
Auslösung der Braut; 1881, Nationales Kunstmuseum der Ukraine
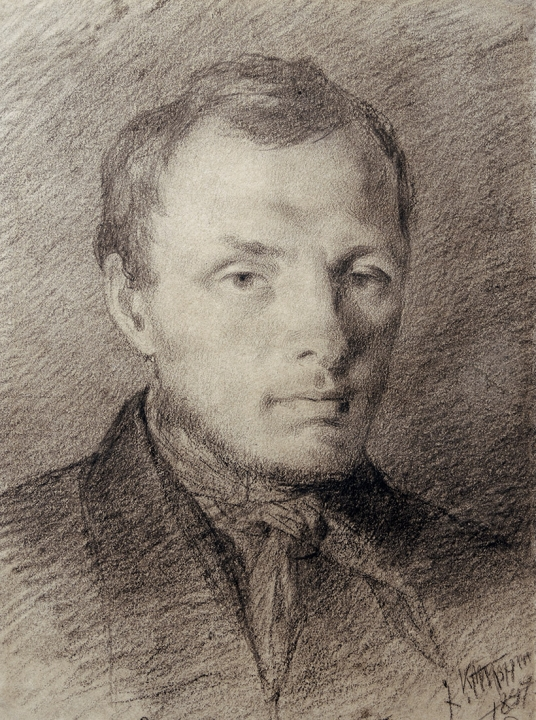
Porträt Fjodor Dostojewskis; 1847, Staatliches Literaturmuseum Moskau